# Meseta de Ustyurt
La meseta de Ustiurt, también Ust-Urt o Ustyurt (en kazajo: Үстірт, Üstirt; en turcomano: Üstyurtest; en uzbeko: Ustyurt platosi; en ruso: плато Устюрт, plato Ustiurt) es una amplia meseta situada de Asia central, que administrativamente pertenece a Uzbekistán, Turkmenistán y Kazajistán, abarcando unos 200.000 km². Está limitada por el mar de Aral al este y por el mar Caspio al oeste. 
El clima es árido y el suelo rocoso, la altitud promedio es de 150 m s. n. m.
Tradicionalmente, la población humana del lugar se ha dedicado a actividades pastoriles (cabras, ovejas y camellos principalmente) sin asentarse definitivamente en una sección.
- Datos: Q913329
- Multimedia: Ustyurt / Q913329